# Антонио Бруно
Антонио Бруно е италиански художник от епохата на Ренесанса. Роден е в Модена или Кореджо. Рисува в Парма по начина на Антонио да Кореджо, на когото Бруно е имитатор и съвременник, тъй като едно от произведенията му е датирано от 1530 г. Възможно е да е негов ученик. Той рисува „Богородица и светците“ за малка римокатолическа енорийска църква Санти Сенесио и Теопомпо, Кастелветро ди Модена.
Антонио Бруни се отнася както за поет (1593–1635) от Пулия; а също и художник (1767–1825).